# پاما ولی (کالیفرنیا)
پاما ولی (به انگلیسی: Pauma Valley) یک منطقهٔ مسکونی در ایالات متحده آمریکا است که در شهرستان سن دیگو، کالیفرنیا واقع شده‌است.